# 吕内维尔
吕内维尔（法語：Lunéville，法語發音：[lynevil]），法国东北部城市，大东部大区默尔特-摩泽尔省的一个市镇，同时也是该省的一个副省会，下辖吕内维尔区，其市镇面积为16.34平方公里，2022年1月1日时人口数量为17920人，是该省人口第三多的市镇，仅次于首府南锡和其近郊市镇旺德夫尔，在所有法国城市中排名第514位。
吕内维尔位于默尔特-摩泽尔省东南部，默尔特河右岸，其右岸支流沃祖兹河在此与其交汇。吕内维尔因其境内的吕内维尔城堡及在此签署的《呂內維爾條約》而闻名，被称为“洛林的凡尔赛”（Versailles Lorrain）。吕内维尔也是一个区域性的工商业中心，有两条运营中的铁路线在此交汇。

## 地名来源
“吕内维尔”一名来源于其拉丁名称，其中是当地中世纪初期当地一座村庄的名字，而则意为“村镇”，与现代法语单词“城市”（ville）同源。

## 历史

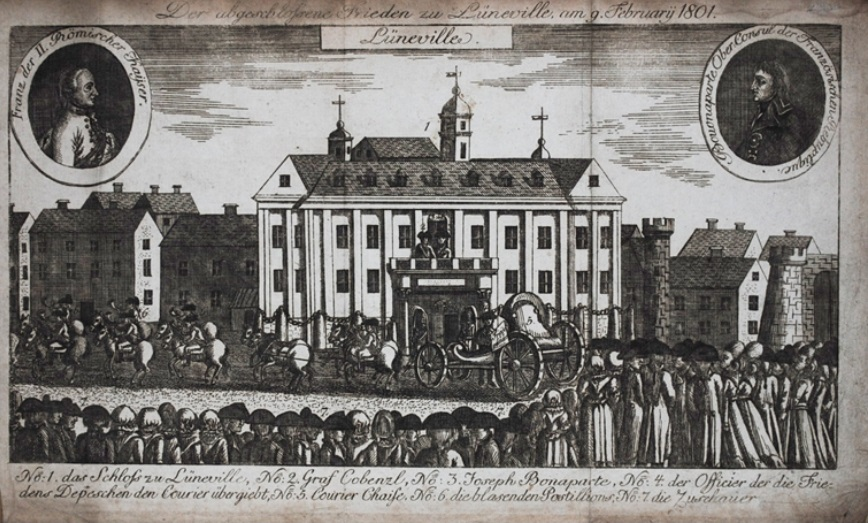
《吕内维尔条约》绘画

吕内维尔在中世纪以前长期为一个普通村落，一条沿默尔特河开辟的商路通过此地。公元11世纪，图勒主教艾蒂安获得吕内维尔伯爵的爵位，1243年，马蒂厄二世将吕内维尔伯爵收归至洛林公国名下。1612年，洛林公爵亨利二世看中了吕内维尔两河交汇的地理位置，主持在此修建了一处城堡，但该城堡在三十年战争中被毁。1702年，洛林公爵莱奥波尔一世重建吕内维尔城堡，使得吕内维尔成为洛林公国的一个权力中心，吸引了大量贵族及商人，其中手工业家雅克·尚布雷特（Jacques Chambrette）于1730年在此创办了吕内维尔-圣克莱蒙瓷器厂。前波兰国王斯坦尼斯瓦夫一世在1737年王位继承战争后被安排为洛林公爵，其长期居住并逝世于吕内维尔。1801年2月9日，第二次反法同盟与拿破仑在吕内维尔城堡签署了《呂內維爾條約》，法国由此确立了莱茵河西岸的领土主权。工业革命期间，吕内维尔随着铁路的通车而成为一座区域性的工商业中心。普法战争后，阿尔萨斯-洛林失守，吕内维尔成为一座边境城市，当地出现了大批军事营地及设施。第二次世界大战期间，吕内维尔再次沦陷，最终于1944年9月16日解放。2003年1月，吕内维尔城堡在一场大火中被烧毁，当地政府曾因财政问题而考虑放弃重建，但当地民众自发组织捐款，并获得了洛林公爵后裔奥托·冯·哈布斯堡的资助，重建工程最终于2005年开启。2019年，吕内维尔被法国文化部列为“艺术与历史之城”，成为默尔特-摩泽尔省首个获得该称号的市镇。

## 地理

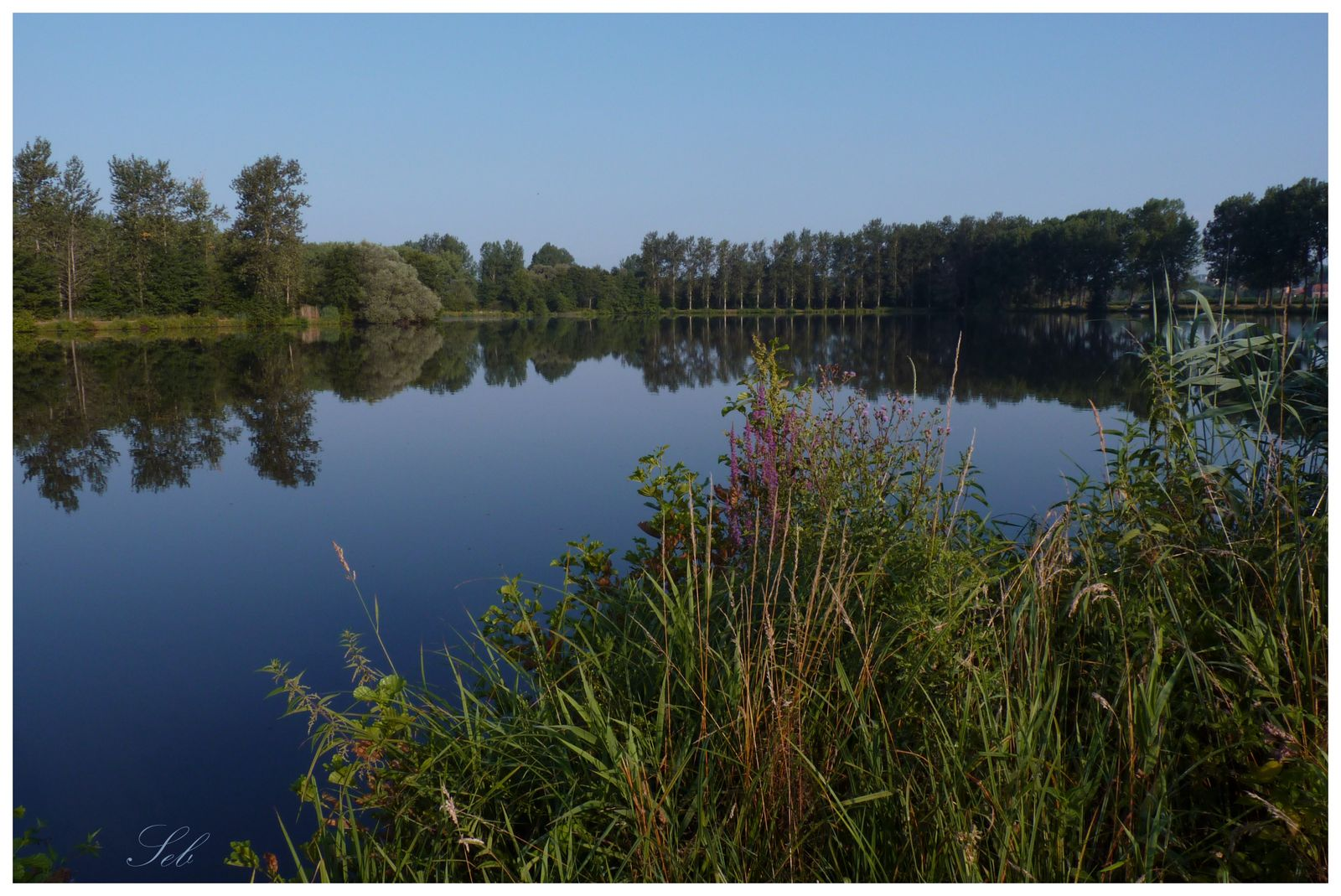
吕内维尔境内的一处水塘

吕内维尔位于法国东北部，大东部大区东部和默尔特-摩泽尔省东南部，距离省会南锡大约33公里。与吕内维尔接壤的市镇包括：邦维莱、尚特厄、德克斯维尔、埃里梅尼勒、若利韦、蒙塞勒莱吕内维尔、雷安维莱、维特里蒙。

### 地形
吕内维尔位于洛林高原东部腹地，境内地势平坦，部分地区略有起伏，全境海拔在217到321米之间。

### 水文
默尔特河流经境内南部，其右岸支流沃祖兹河自东向西流经吕内维尔市区，并在市区西南部与默尔特河干流交汇，附近还有多处天然水塘。吕内维尔城堡即位于沃祖兹河左岸，其附近河段被人工改造成为了护城河。

### 气候
吕内维尔在柯本气候分类法中属于带有大陆性特征的温带海洋性气候，冬季平均温度低于大陆西侧沿海同纬度地区。
距离吕内维尔最近的气象站位于南锡境内，两地的自然气候特征较为类似，以下为该气象站的数据：
| 南锡1981年－2019年  | 南锡1981年－2019年 | 南锡1981年－2019年 | 南锡1981年－2019年 | 南锡1981年－2019年 | 南锡1981年－2019年 | 南锡1981年－2019年 | 南锡1981年－2019年 | 南锡1981年－2019年 | 南锡1981年－2019年 | 南锡1981年－2019年 | 南锡1981年－2019年 | 南锡1981年－2019年 | 南锡1981年－2019年 |
| 月份                | 1月                | 2月                | 3月                | 4月                | 5月                | 6月                | 7月                | 8月                | 9月                | 10月               | 11月               | 12月               | 全年               |
| ------------------- | ------------------ | ------------------ | ------------------ | ------------------ | ------------------ | ------------------ | ------------------ | ------------------ | ------------------ | ------------------ | ------------------ | ------------------ | ------------------ |
| 历史最高温 °C（°F） | 16.8 (62.2)        | 20.8 (69.4)        | 24.3 (75.7)        | 29.3 (84.7)        | 35.6 (96.1)        | 37.2 (99.0)        | 40.1 (104.2)       | 39.3 (102.7)       | 33.7 (92.7)        | 27.2 (81.0)        | 22.1 (71.8)        | 18.5 (65.3)        | 40.1 (104.2)       |
| 平均高温 °C（°F）   | 4.6 (40.3)         | 6.4 (43.5)         | 10.9 (51.6)        | 14.8 (58.6)        | 19.2 (66.6)        | 22.6 (72.7)        | 25.1 (77.2)        | 24.7 (76.5)        | 20.3 (68.5)        | 15.1 (59.2)        | 8.9 (48.0)         | 5.4 (41.7)         | 14.8 (58.6)        |
| 日均气温 °C（°F）   | 1.9 (35.4)         | 2.9 (37.2)         | 6.5 (43.7)         | 9.5 (49.1)         | 13.8 (56.8)        | 17.1 (62.8)        | 19.4 (66.9)        | 19 (66)            | 15.2 (59.4)        | 11 (52)            | 5.8 (42.4)         | 2.9 (37.2)         | 10.4 (50.7)        |
| 平均低温 °C（°F）   | −0.8 (30.6)        | −0.7 (30.7)        | 2 (36)             | 4.1 (39.4)         | 8.4 (47.1)         | 11.7 (53.1)        | 13.7 (56.7)        | 13.2 (55.8)        | 10.1 (50.2)        | 6.8 (44.2)         | 2.8 (37.0)         | 0.4 (32.7)         | 6 (43)             |
| 历史最低温 °C（°F） | −21.6 (−6.9)       | −24.8 (−12.6)      | −15.9 (3.4)        | −6.9 (19.6)        | −4.2 (24.4)        | 1.6 (34.9)         | 2 (36)             | 2.8 (37.0)         | −1.3 (29.7)        | −7.9 (17.8)        | −12.7 (9.1)        | −21.3 (−6.3)       | −24.8 (−12.6)      |
| 平均降水量 mm（）   | 65.4 (2.57)        | 55.3 (2.18)        | 59.5 (2.34)        | 49.3 (1.94)        | 67.6 (2.66)        | 69.2 (2.72)        | 62.4 (2.46)        | 63 (2.5)           | 64.7 (2.55)        | 73.8 (2.91)        | 65.9 (2.59)        | 79 (3.1)           | 775.1 (30.52)      |
| 月均日照時數        | 55.9               | 79.7               | 129.1              | 173.9              | 199.1              | 220.9              | 229.1              | 213.7              | 162.8              | 104.8              | 51.7               | 44.3               | 1,665              |
| 来源：climat-data   |                    |                    |                    |                    |                    |                    |                    |                    |                    |                    |                    |                    |                    |

## 行政区划
吕内维尔是法国大东部大区默尔特-摩泽尔省的一个市镇，编号为54329，它也是默尔特-摩泽尔省的一个副省会。吕内维尔下辖吕内维尔区，管理北吕内维尔县和南吕内维尔县，同时也是吕内维尔-巴卡拉土地市镇公共社区的办公驻地。
法国国家统计与经济研究所（简称）在进行数据统计时，将吕内维尔及相邻的另外3个市镇设为吕内维尔城市核心区，并将包括核心区在内的周边共8个市镇划为吕内维尔城市区。同时，还将吕内维尔市镇分为了9个“块区”（IRIS），以便于统计人口分布情况。

## 交通

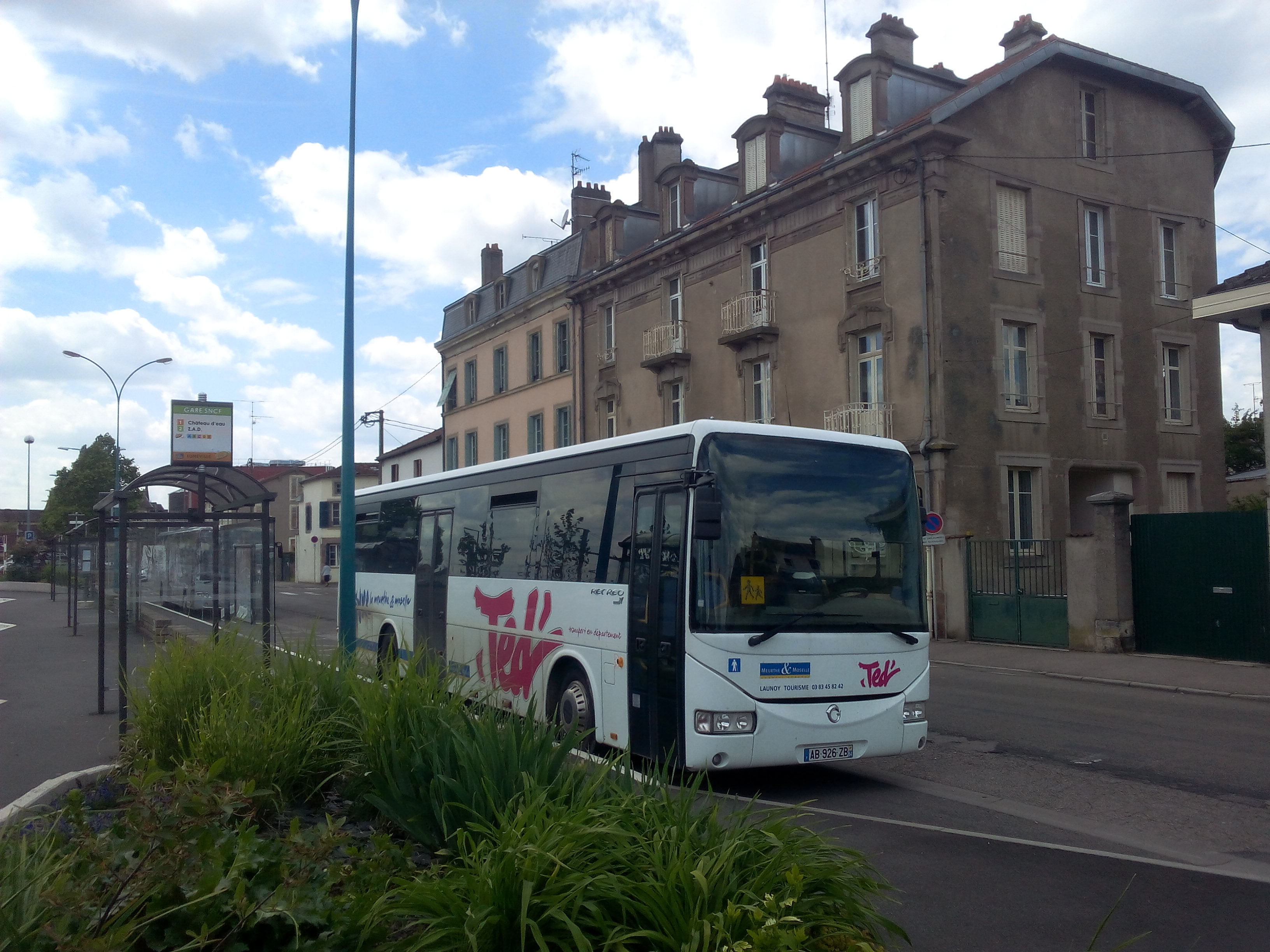
停靠于吕内维尔街头的一辆城际巴士

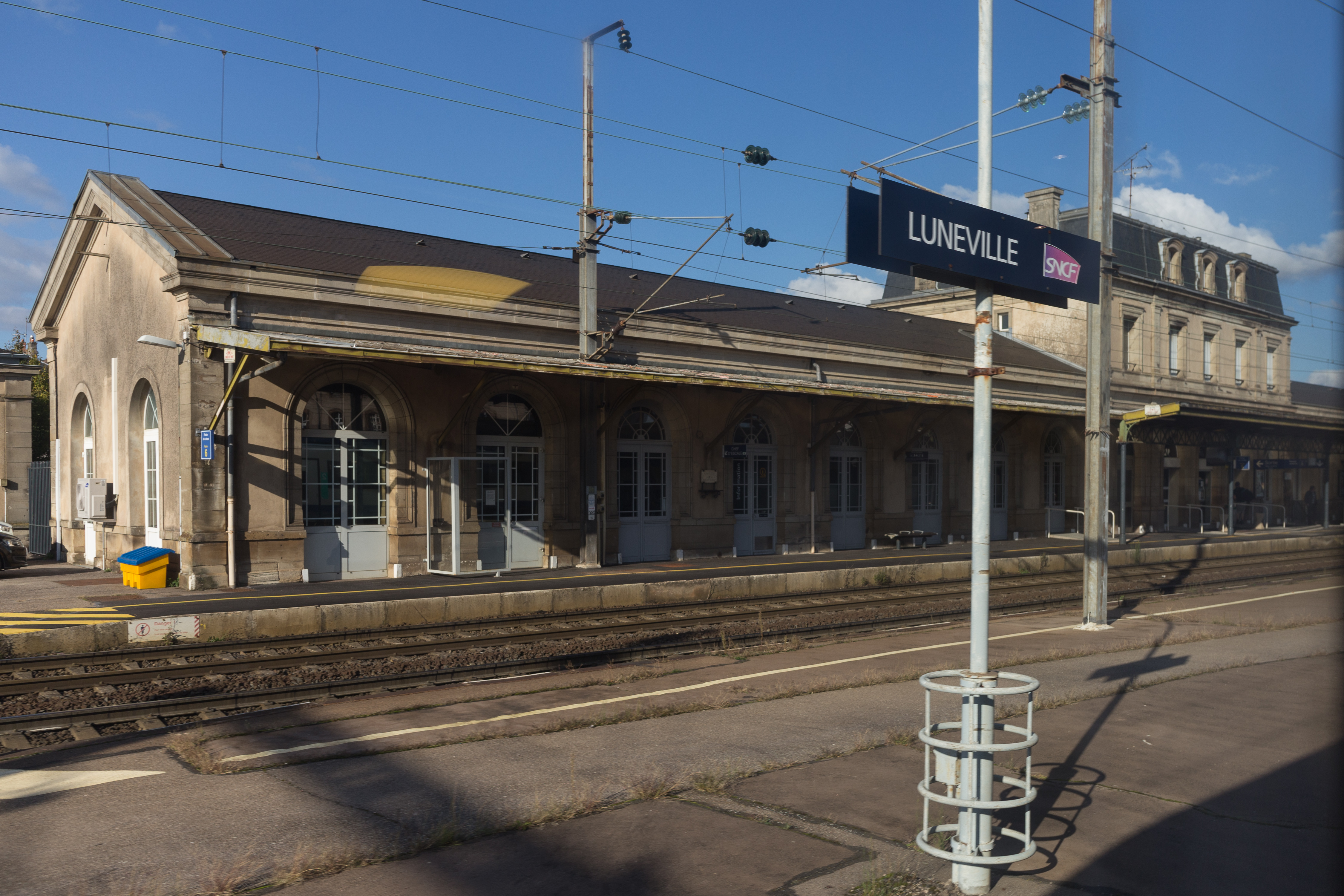
吕内维尔火车站的站台

### 公路
法国国道N4线、N59线和多条默尔特-摩泽尔省省道在吕内维尔境内交汇。大东部大区公共交通提供往返于吕内维尔和朗贝尔维莱的L14线大巴车，其下属的默尔特-摩泽尔省城际客运R650线和R710线也经过吕内维尔。
2016年，61.4%的吕内维尔家庭拥有至少一辆的私人汽车。2016年，吕内维尔境内共发生各类交通事故10起，造成16人受伤。

### 铁路
吕内维尔位于巴黎－斯特拉斯堡铁路和吕内维尔－圣迪耶铁路的交汇处，是一个区域性的铁路枢纽，吕内维尔站位于市区南部，该站每天开行可直达巴黎的高速列车，最短用时为1小时50分钟，此外该站还停靠南锡—孚日圣迪耶、南锡—斯特拉斯堡两条线路的区域列车，部分车次将向西延伸至巴勒迪克、兰斯或者巴黎。

### 航空
距离吕内维尔最近的民用航空站为梅斯-南锡-洛林机场，距离吕内维尔市中心车程约67公里。

### 城市公共交通
吕内维尔城市公共交通（商业名称为）是当地的城市公交系统，截至2020年5月，该系统共包含了两条常规公交线路，路网覆盖了市区内的主要街道。

## 政治

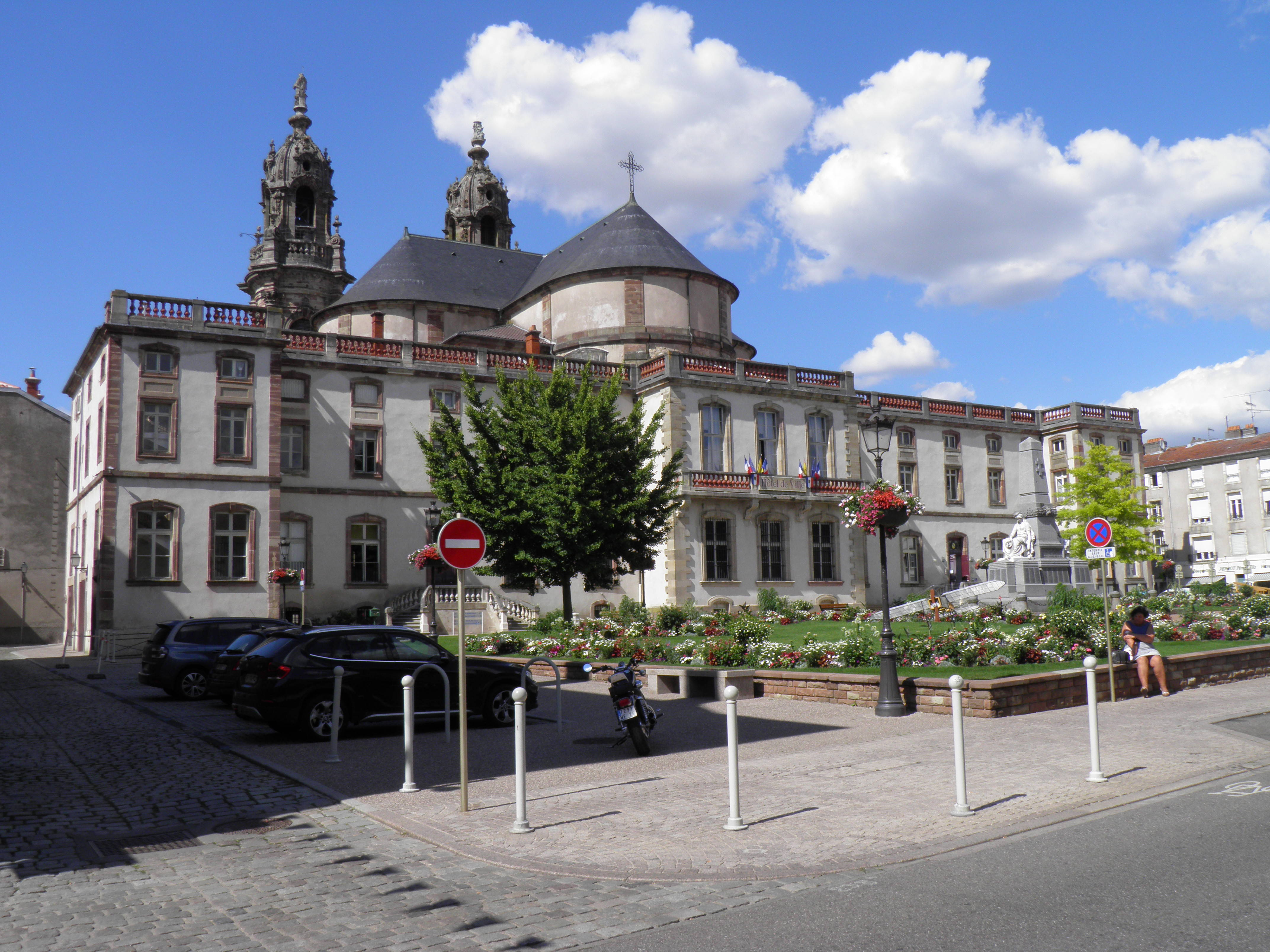
吕内维尔市政厅

吕内维尔的现任市长为雅克·朗布兰先生，他是共和党的一名成员，在2014年的市政选举中获得了57.94%的支持率。
在2017年的法国总统大选中，法国第25任总统埃马纽埃尔·马克龙在吕内维尔获得了56.95%的支持率。
| 吕内维尔历届市长 |               |                           |
| 任期             | 市长          | 党派                      |
| 1945年－1947年   | 阿尔贝·马耶尔 | 不详                      |
| 1947年－1965年   | 勒内·比修     | 不详                      |
| 1965年－1971年   | 让·比沙       | RI独立激进党              |
| 1971年－1977年   | 亨利·福尔梅尔 | 不详                      |
| 1977年－1983年   | 让·洛梅       | PS社会党                  |
| 1983年－1995年   | 居伊·科尔比亚 | RPR保衛共和聯盟           |
| 1995年－2008年   | 米歇尔·克洛斯 | PS社会党                  |
| 2008年－         | 雅克·朗布兰   | UMP人民运动联盟 →LR共和黨 |

## 人口
2017年，吕内维尔市镇人口数量为18,287，在法国排名第514位。其中男性8,908人，女性9,658人，75岁及以上人口占9.5%，外籍人口数量为557人，人口密度为1,119人/平方公里，当地居民被称为（男性）或（女性）。2018年，吕内维尔境内出生192人，死亡人口214人。
| 年份   | 1936   | 1946   | 1954   | 1962   | 1968   | 1975   | 1982   | 1990   | 1999   | 2006   | 2011   | 2016   | 2017   |
| ------ | ------ | ------ | ------ | ------ | ------ | ------ | ------ | ------ | ------ | ------ | ------ | ------ | ------ |
| 人口數 | 23,665 | 20,377 | 22,690 | 21,618 | 23,177 | 22,709 | 21,468 | 20,711 | 20,200 | 19,881 | 19,909 | 18,566 | 18,287 |

## 经济财政
吕内维尔是一个区域性的工商业城市，手工业制造和旅游是当地的主要经济来源。
2018年，吕内维尔的财政收入总额为21,979,800欧元，财政支出总额为19,964,400欧元，当年的债务总额为24,046,000欧元。
2014年，吕内维尔的人均收入总额为4,077欧元，其中高职人员为2,467欧元，普通职员为1,769欧元。
2016年，吕内维尔境内的青壮年（15至64岁）失业率为19.8%，当地32.2%的家庭拥有纳税资格。

## 社会事务

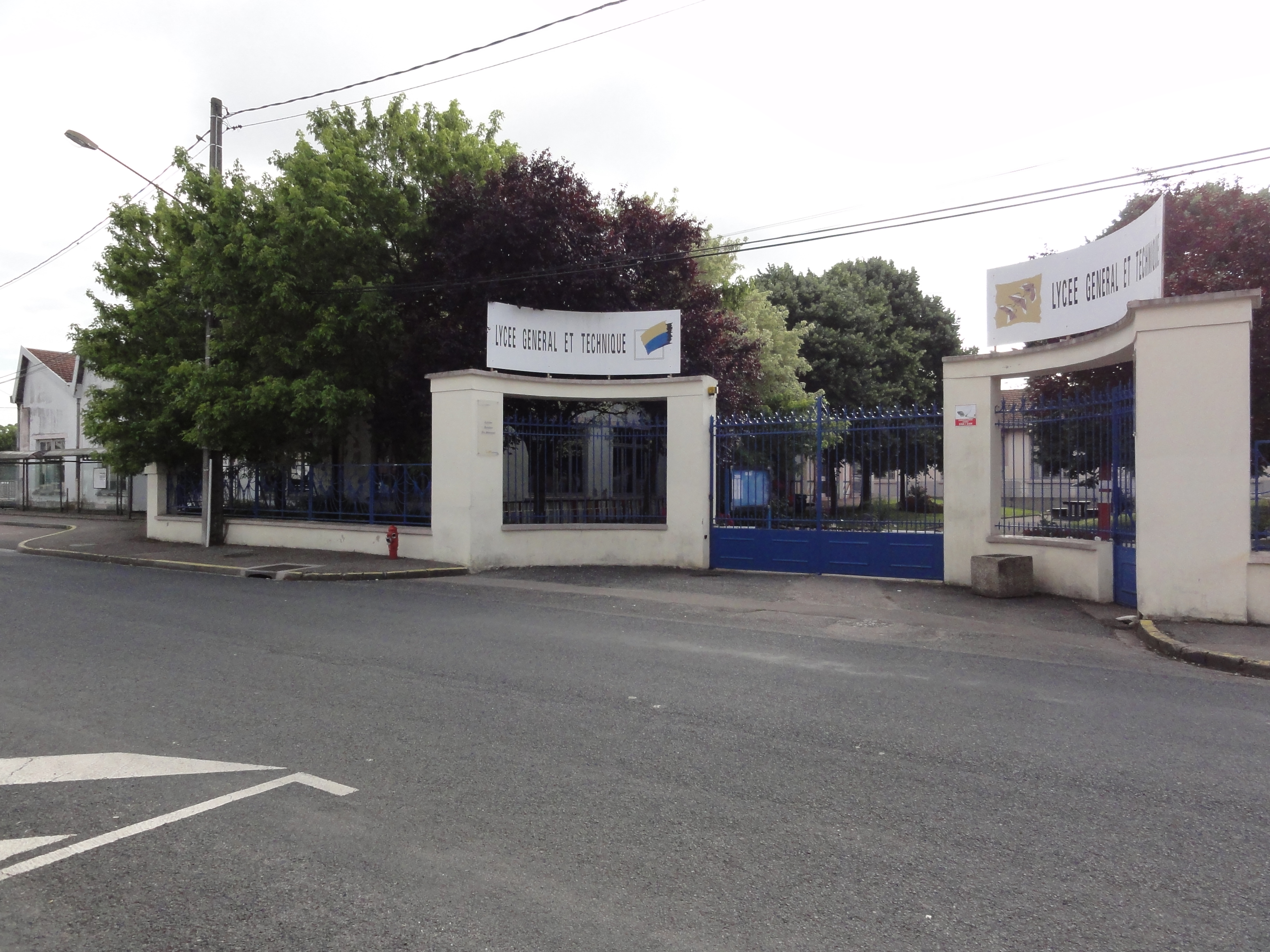
吕内维尔境内的一处高级中学

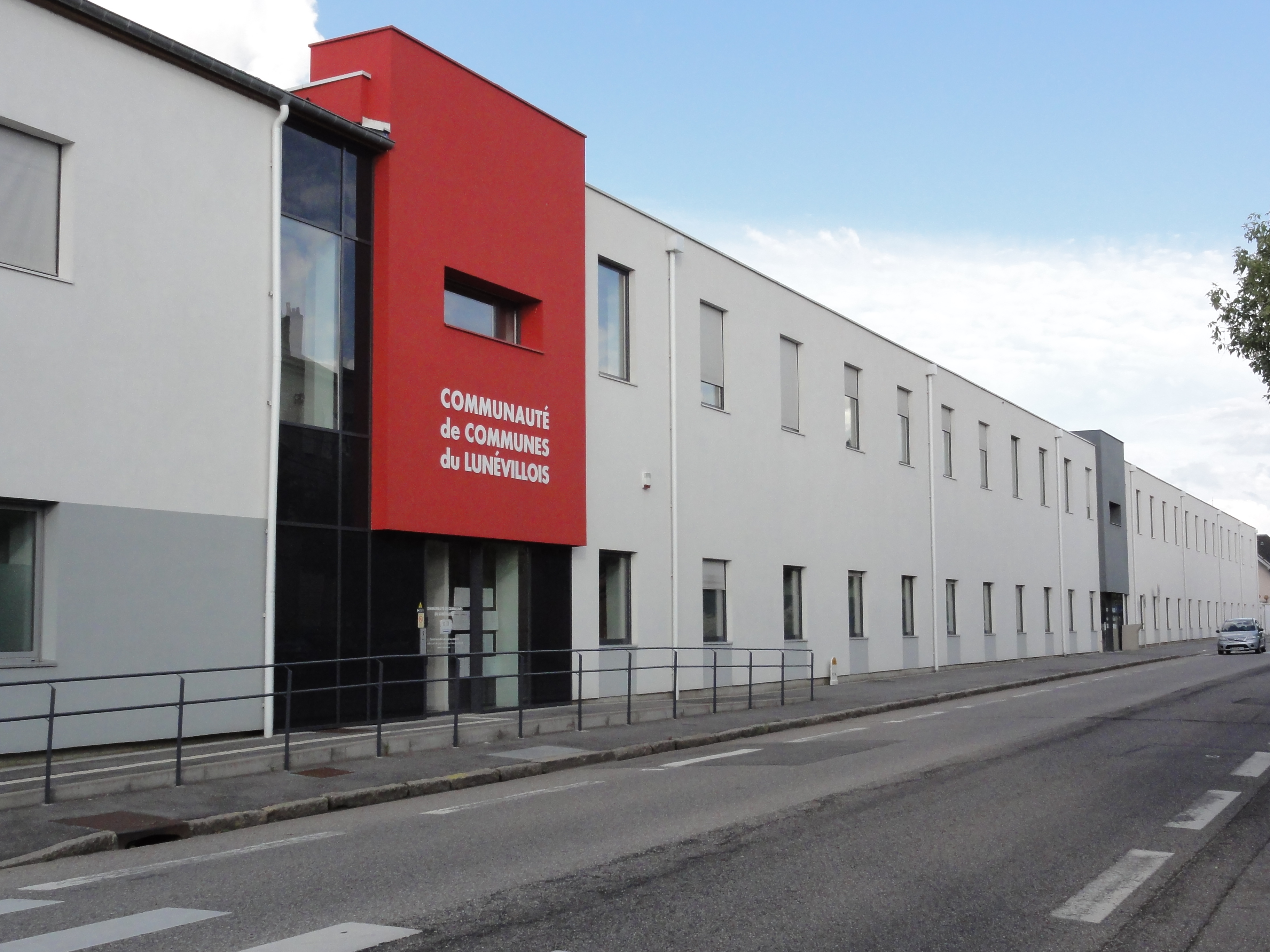
吕内维尔市镇公共社区办公楼外景

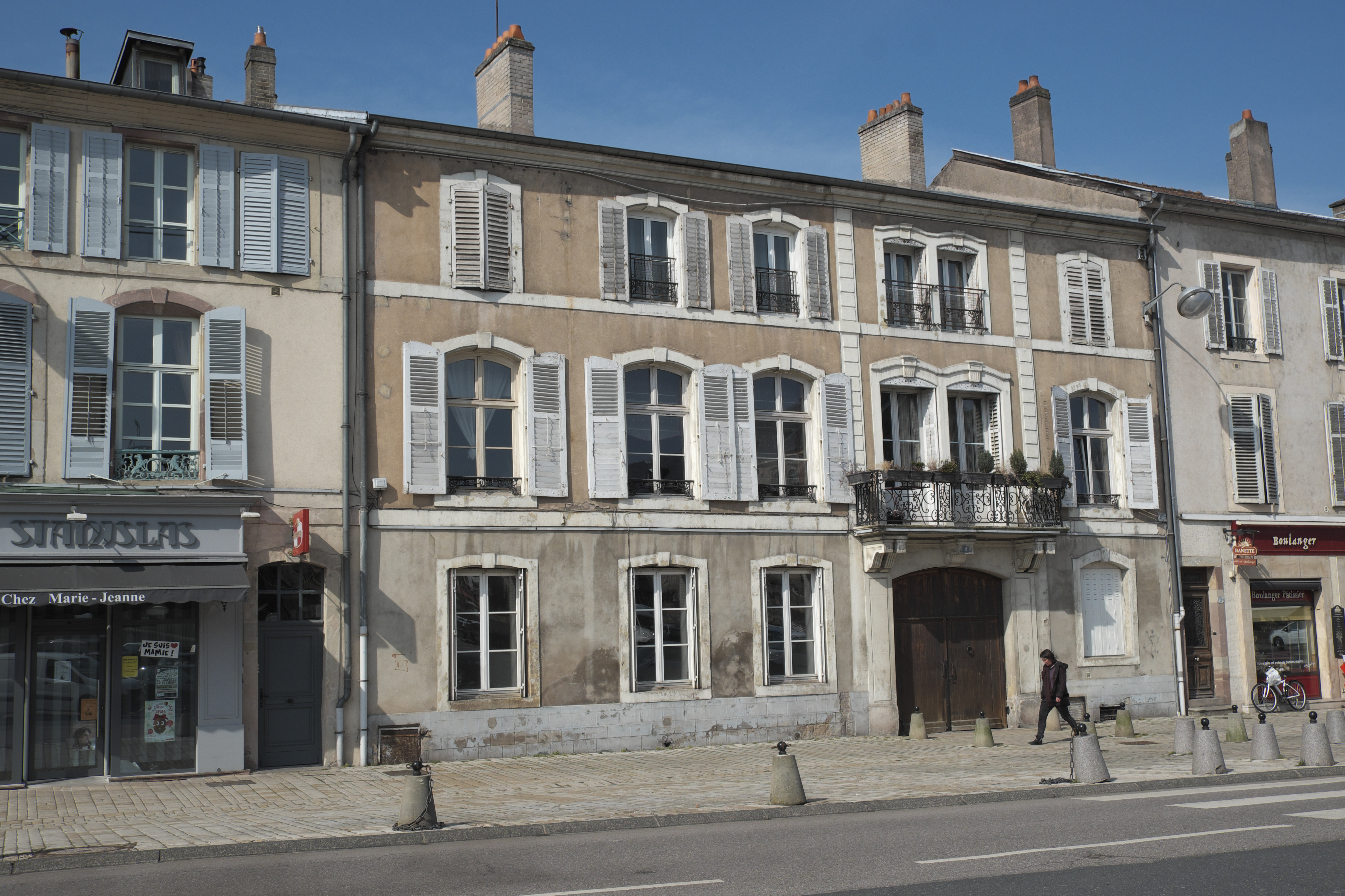
吕内维尔传统民居

### 教育
吕内维尔属于南锡-梅斯学区。截止2018年1月1日，吕内维尔境内共有7所幼儿园、7所小学、3所初级中学、3所普通高中和1所职业高中。2018至2019学年度，吕内维尔境内共有在校中小学生3,205名。
在高等教育方面，南锡-巴尔布瓦应用技术学院在吕内维尔设有校区。

### 医疗
截止2018年1月1日，吕内维尔境内共有全科医生31名、保健师18名、牙医18名、护士29名、耳科医生3名、眼科医生3名、皮肤科医生1名、助产士6名、儿科医生1名和妇科医生3名。境内共有药房14家，养老院4家，残疾人帮扶中心8家。
吕内维尔中心医院（Centre Hospitalier de Lunéville）位于吕内维尔市区，是当地规模最大的公立综合性医院。

### 住房
2016年，吕内维尔境内共有各类住房10,531套，其中83.7%为常住房屋。集中式居民区主要分布在市区南部偏东，拉马丁街附近。

### 商业
2017年，吕内维尔境内共有各类商铺947家，其中餐饮服务类383家。市区东南部建有大型开放式商业街区。

### 体育
2018年，吕内维尔境内共有1家游泳池、7间健身房、3座综合体育场、13处网球场、1处马术场、7处足球或橄榄球场、7处篮球或排球场以及0处高尔夫球场。
吕内维尔体育俱乐部（FC Lunéville）是当地的一支足球队，由当地政府出资筹建，成立于2011年，2019至2020赛季参加区域性的足球联赛。

### 环境
吕内维尔的环境事务由其所属的公共社区负责。2017年，吕内维尔境内暂无污染企业。

### 治安
2014年，吕内维尔及附近地区共发生各类案件1,208起，其中盗窃类案件659起，经济类案件156起，毒品交易类案件102起。

## 文化

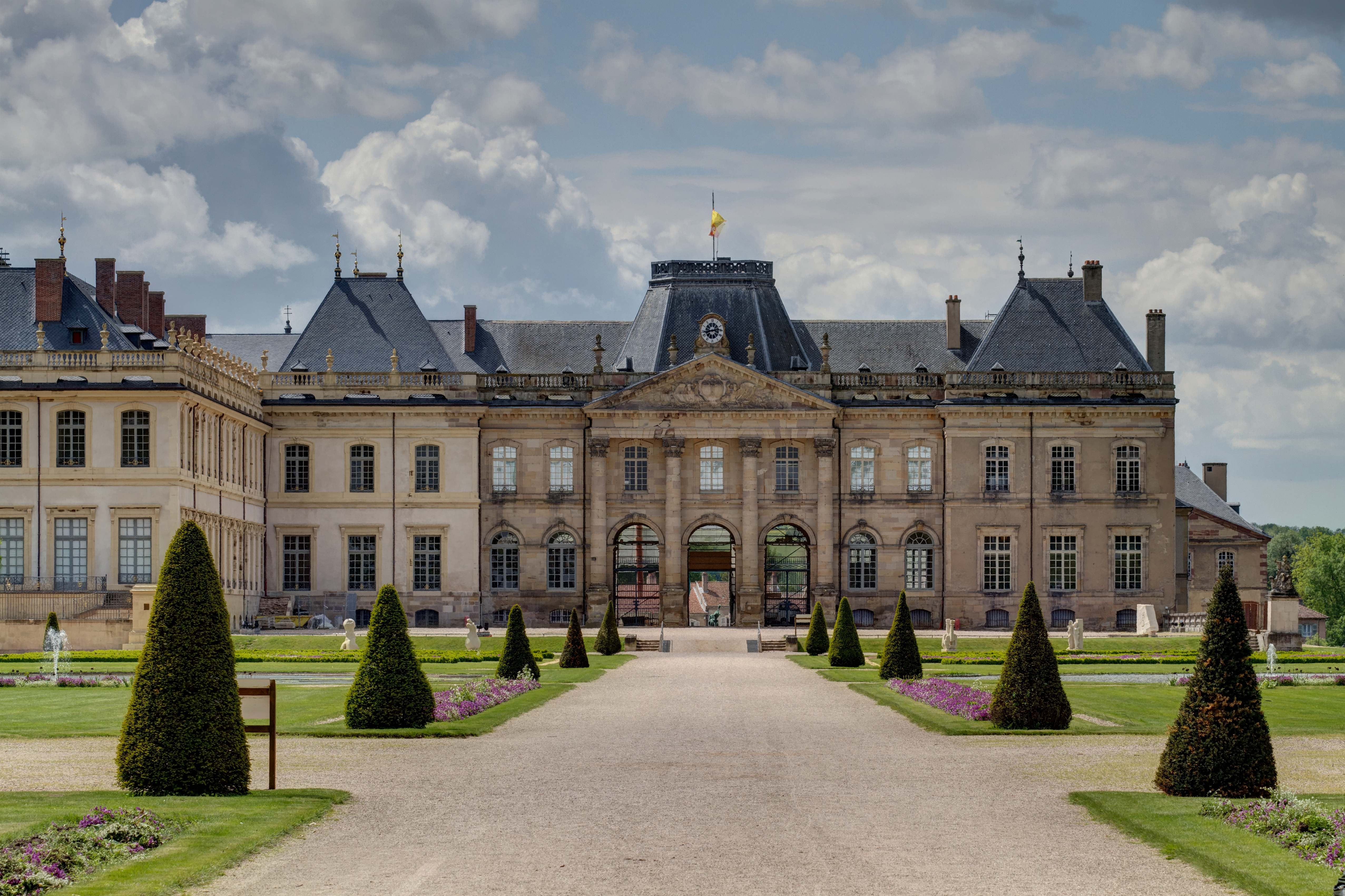
吕内维尔城堡

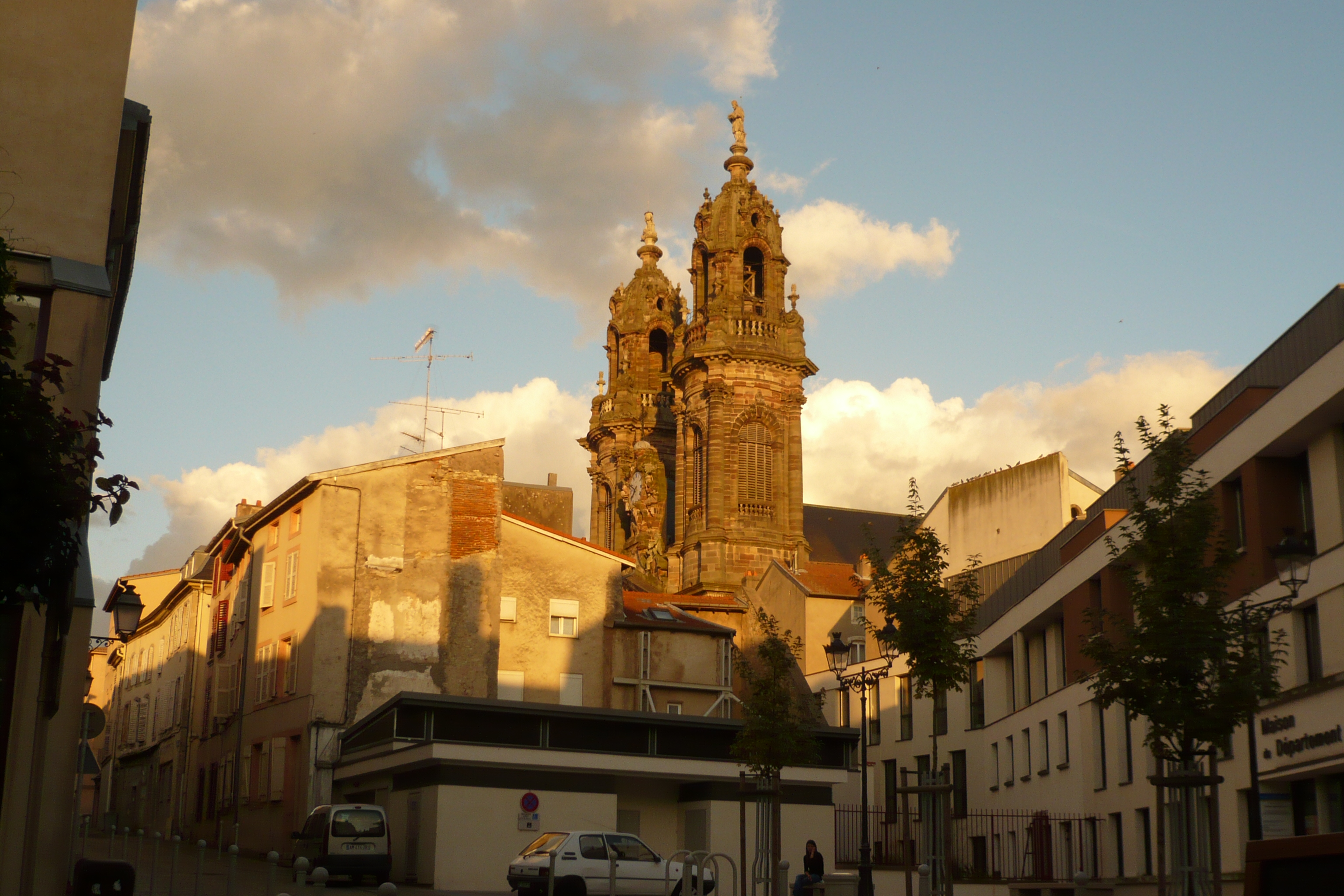
圣雅各伯堂

吕内维尔是法国艺术与历史之城。2018年，吕内维尔境内共有1个剧场和1个博物馆。吕内维尔大剧场建成于1911年，位于其市中心，是当地重要的文化设施。1959年，法国电影《牛牛与囚犯》曾在吕内维尔取景拍摄。

### 建筑
吕内维尔城堡是吕内维尔的代表性建筑物，被称为“洛林的凡尔赛”（Versailles Lorrain）。
除吕内维尔城堡外，吕内维尔境内还有多处法国国家文物保护单位，包括圣勒彌爵修道院（现为吕内维尔市政厅办公楼）、圣雅各伯堂等。

### 旅游
2020年，吕内维尔境内共有2个宾馆共计45间房间；另有1个露营地，可容纳共41辆露营车。

### 媒体
法国主要的媒体均可在吕内维尔接收，法国电视三台下属的大东部大区频道在部分时段播出吕内维尔所属区域的地方新闻。

### 非物质文化
吕内维尔瓷器和吕内维尔刺绣是当地的两项代表性手工业品，均被列入法国非物质文化遗产保护项目。

## 相关人物
斯坦尼斯瓦夫一世于1766年逝世于吕内维尔。

## 友好城市
截至2020年5月，吕内维尔共与两座城市互为友好城市关系：
- 比利时 蒂嫩
- 德国 施韦青根